# Ануфриева, Альбина Зиновьевна
Ануфриева Альбина Зиновьевна (Шура Альбина) (22 марта 1931, Орский Бор, Республика Коми — 23 февраля 1996, Кослан, Республика Коми) — коми писательница, собирательница коми-ижемского фольклора.

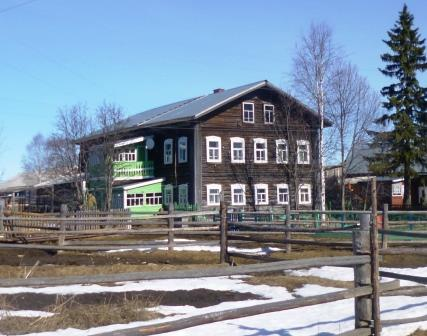
Деревня Гам: дом, в котором выросла Ануфриева Альбина Зиновьевна.

## Биография

### Детство
Родилась в с. Порожск Ухтинского района Республики Коми. В возрасте одного года переехала вместе с родителями в деревню Гам Ижемского района Республики Коми.

### Учёба
С 1947 по 1954 год училась в Гамской семилетней школе.
В 1954 году поступила в Сыктывкарский сельхозтехникум. Училась до 1958 года, но техникум не закончила.
С 1964 года по 1967 год училась в Дудинском зооветеринарном техникуме (заочно), по специальности бухгалтер-экономист.

### Работа
С 1958 по 1960 год работала инструментальщиком шахты № 40 комбината «Воркутауголь».
С 1960 года по 1965 год работала на острове Белый, на Таймыре. В 1961 году на Новой Земле взорвали первую водородную бомбу. Альбина Зиновьевна получила дозу радиации. Это отразилось на её здоровье.
В 1962 году опубликован первый рассказ «Тöдса дi» в журнале «Войвыв кодзув» № 5, написанный на о. Диксон.
С 1967 по 1969 работала главным бухгалтером Колхоза им. Калинина, Хатансгский р-н Красноярского края.
С 1970 по 1972 год занимала должность экономиста-плановика в Верхнесалдинском райпо Свердловской области.
С 1972 по 1975 год работала главным бухгалтером ОРС Боровлянского ЛПХ, Белозерский р-он.
1975—1976 — работала в Якутии: старшим бухгалтером ОТС карьера Седычанский, бухгалтером в СМУ ПМК.
С 1976 по 1977 год работала в Усть-Янском механизированном хозрасчётном участке треста «Якутсельстрой», была председателем  Совета профилактики правонарушений. В 1977 году с сыном переехала в г. Сыктывкар.

### Семья
В 1965 году вышла замуж за Старкова В. Н.
В 1966 году родился сын Сергей.

### Уход из жизни
24.02.1996 — умерла в г. Сыктывкар. Похоронена на кладбище пос. Седкыркещ (Сьöдкыркöтш).

## Творчество
- 1962 год — опубликован первый рассказ «Тöдса дi» журнале «Войвыв кодзув», в пятом номере.
- 1964 год — опубликован рассказ «Полярникъяс» в журнале «Войвыв кодзув», в девятом номере.
- 1979 год — опубликованы рассказы в журнале «Войвыв кодзув»: рассказ «Анюта» (№ 6), рассказ «Тэчис ассьыс шуд» (№ 9).
- 1980 год — издан первый рассказ «Полярнöй кöч[6]» в журнале «Войвыв кодзув» (в четвертом номере); рассказы «Дона гöтыр[7]», «Моль» (в девятом номере).
- 1981 год — участвовала в семинаре молодых писателей Коми АССР в м. Лемью.
- 1984 год — опубликован рассказ-воспоминание «Тандзе Марья» в журнале «Войвыв кодзув», № 7[8].
- 1989 год — вышла книга «Майбыр» («Счастливая») — сборник повестей и рассказов на коми языке.
- 1995 год — опубликован рассказ «Рытпук» в журнале "Войвыв кодзув", № 11.

## Книга
- Майбыр («Счастливая») (Повести, рассказы, солдатские письма) (на коми языке) —  Сыктывкар: Коми книжное издательство, 1989. — 140 с.

```
Редактор А.В. Тентюков
Художник А.М. Гаринин
Художественный редактор В.Б. Осипов
Технический редактор А.Н. Вишнева
Корректор  М.М. Лужкова
```

```
84 Ко А 73

ISBN 5-7555-0105-X

ИБ № 1336
```